# Четыре всадника Апокалипсиса
Четыре всадника Апокалипсиса — персонажи из шестой главы Откровения Иоанна Богослова.
До сих пор нет единого мнения, что именно олицетворяет каждый из всадников, однако их часто именуют: Чума (едет на белом коне — ещё известен как Завоеватель), Война (на рыжем коне — ещё известен как Раздор), Голод (на вороном коне) и Смерть (на бледном коне). Бог призывает их и наделяет силой сеять хаос и разрушение в мире. Всадники появляются строго друг за другом, каждый с открытием очередной печати — первых четырёх из семи печатей книги Откровения.

## Всадники
Появлению каждого из всадников предшествует снятие Агнцем печатей с Книги Жизни. После снятия каждой из первых четырёх печатей тетраморфы восклицают Иоанну — «иди и смотри» — и перед ним поочерёдно появляются апокалиптические всадники.

### Всадник на белом коне
И я видел, что Агнец снял первую из семи печатей, и я услышал одно из четырёх животных, говорящее как бы громовым голосом: иди и смотри. Я взглянул, и вот, конь белый, и на нём всадник, имеющий лук, и дан был ему венец; и вышел он как победоносный, и чтобы победить
— Откр. 6:1-2

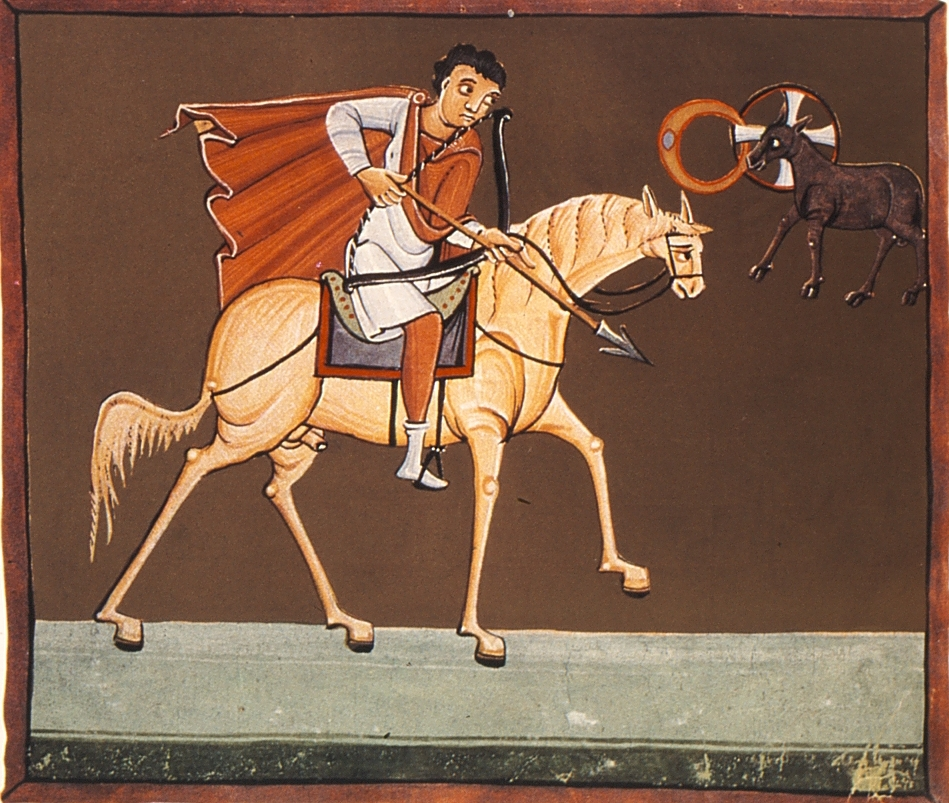
Первый всадник, изображённый в Бамбергском Апокалипсисе (1000—1020)

Белый цвет коня обычно рассматривается как олицетворение праведности или лжеправедности, также — Завоевателя, поскольку он из серии негативных явлений в человеческой жизни приходит первым.

#### Праведность
Ириней Лионский во II-(2) веке был одним из первых, кто назвал всадника — самим Иисусом Христом, а белого коня трактовал как успех распространения Евангелия. Многие богословы впоследствии поддержали эту точку зрения, ссылаясь на последующее появление Христа на белом коне как Слово Божие в Откровении, глава 19, где всадник однозначно является Господом. Кроме того, ранее в Новом Завете, в Евангелии от Марка сказано, что распространение Евангелия действительно может предварять и предвещать приближение апокалипсиса. Белый цвет также олицетворяет праведность в Библии, а Иисус в ряде появлений описывается как завоеватель. Впрочем, противники этой точки зрения говорят, что скорее всего первый всадник из 6 главы не тот же самый, что появляется в 19 главе, ибо описаны они очень по-разному. Кроме того, Христос, будучи Агнцем, что открывает семь печатей, вряд ли одновременно будет и одной из сил, создаваемой печатью.
Появление же Агнца в 5 главе Откровения олицетворяет триумфальное появление Иисуса на небесах, а Белый всадник, в таком случае, может быть посланным Иисусом Святым Духом и распространением учения Иисуса Христа.

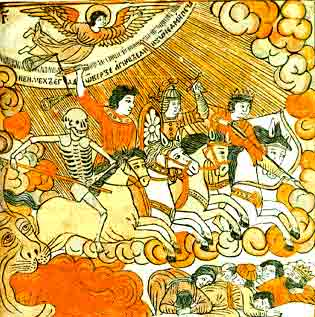
Всадники Апокалипсиса. Василий Корень, 1696 г.

Под снятием первой печати можно подразумевать сонм апостолов, которые, подобно луку, направив против демонов Евангельскую проповедь, привели ко Христу уязвлённых спасительными стрелами и были увенчаны венцом нетления, ибо победили истиною князя тьмы и претерпели насильственную смерть за исповедание Владычного имени ради второй победы.

#### Лжеправедность

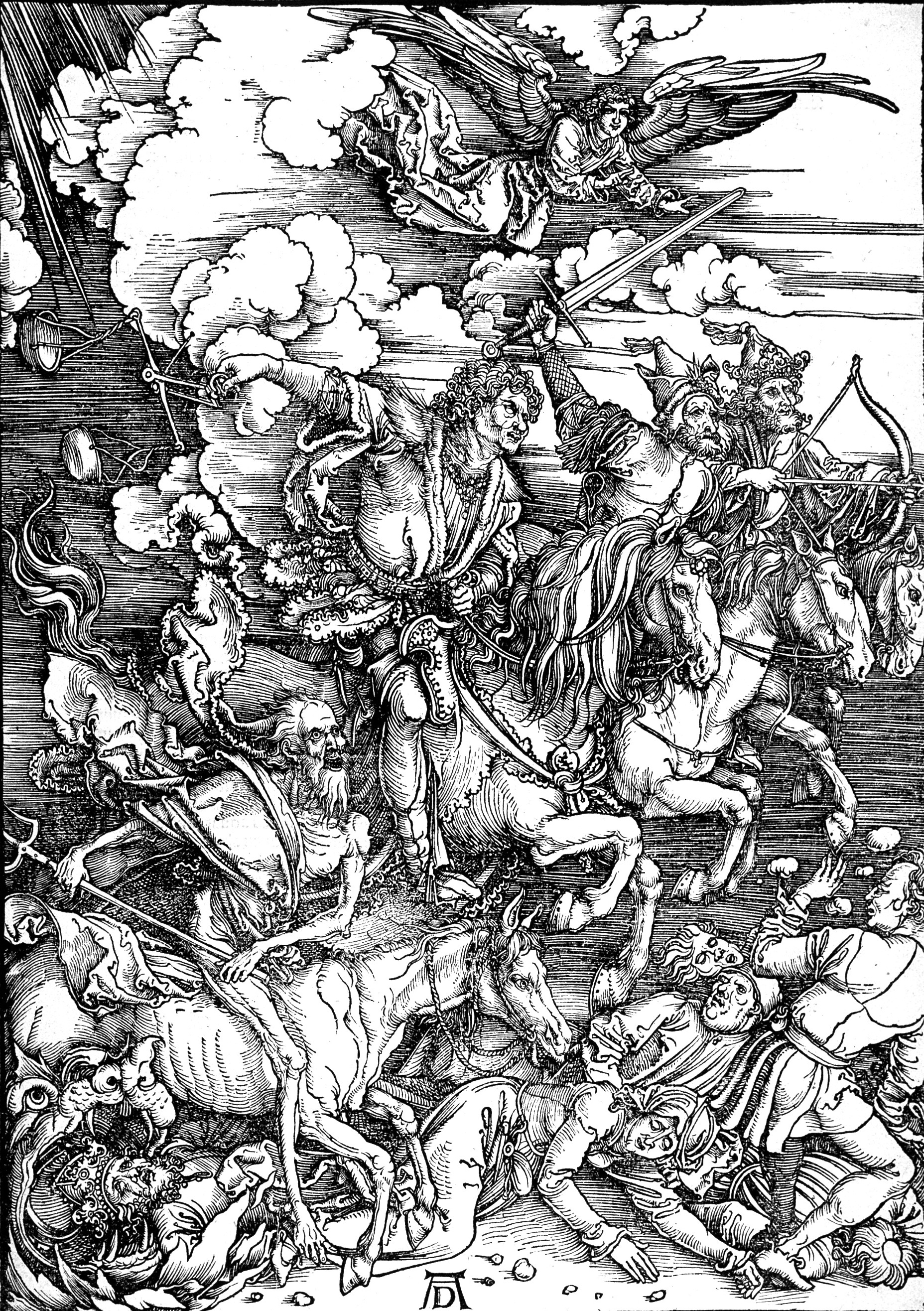
Альбрехт Дюрер
Четыре всадника Апокалипсиса (1497—1498)
Гравюра на дереве
Художественный музей. Карлсруэ. Германия

Исходя из того, что остальные всадники явно олицетворяют зло и разрушительные силы природы, и принимая во внимание тот общий стиль появления и описания всадников, другие исследователи делают вывод, что первый всадник тоже олицетворяет зло. Немецкая Stuttgarter Erklärungsbibel называет его гражданской войной и внутренним раздором. Проповедник баптистской церкви Билли Грэм интерпретирует Всадника на Белом коне как Антихриста, олицетворение лжепророчеств, основываясь на различиях всадника из шестой главы Откровения и Иисуса на белом коне из девятнадцатой главы. Так, например, в Откровении, 19 Иисус имеет множество венцов, в то время как всадник из Откровения, 6 — только один.

### Всадник на рыжем коне
И когда он снял вторую печать, я слышал второе животное, говорящее: иди и смотри.

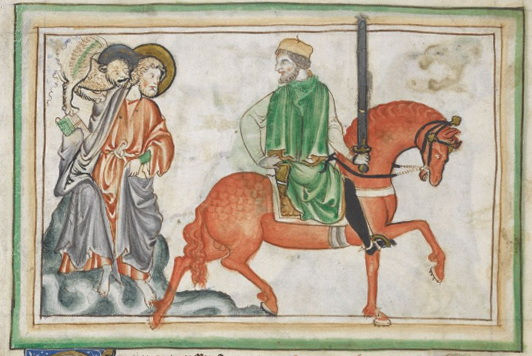
Второй всадник, изображённый на рукописи XIII века

И вышел другой конь, рыжий; и сидящему на нём дано взять мир с земли, и чтобы убивали друг друга; и дан ему большой меч.
— Откр. 6:3-4
Второго всадника обычно именуют Войной («Бранью»), и вершит он суд именем самого Бога. Часто он олицетворяет войну. Конь его красного цвета, в некоторых переводах — «пламенно» красного или рыжего. Этот цвет, как и большой меч в руках всадника, означают кровь, пролитую на поле боя. Второй всадник также может олицетворять гражданскую войну, как бы в противоположность завоевательной, которую может олицетворять первый всадник.
По мнению Андрея, архиепископа Кесарийского, здесь разумеется апостольское учение, проповеданное мучениками и учителями. Этим учением, по распространении проповеди, природа разделилась сама на себя, нарушился мир мира, ибо Христос сказал «не мир пришёл Я принести, но меч» (Мф. 10:34). Исповеданием этого учения жертвы мучеников вознесены на высший жертвенник. Рыжий конь означает или пролитую кровь, или же ревность сердечную мучеников за имя Христово. Слова «сидящему на нём дано взять мир с земли» указывают на премудрую волю Божию, в напастях посылающую испытания для верных.

### Всадник на вороном коне
И когда Он снял третью печать, я слышал третье животное, говорящее: иди и смотри. Я взглянул, и вот, конь вороной, и на нём всадник, имеющий меру в руке своей. И слышал я голос посреди четырёх животных, говорящий: хиникс пшеницы за динарий, и три хиникса ячменя за динарий; елея же и вина не повреждай.
— Откр. 6:5-6

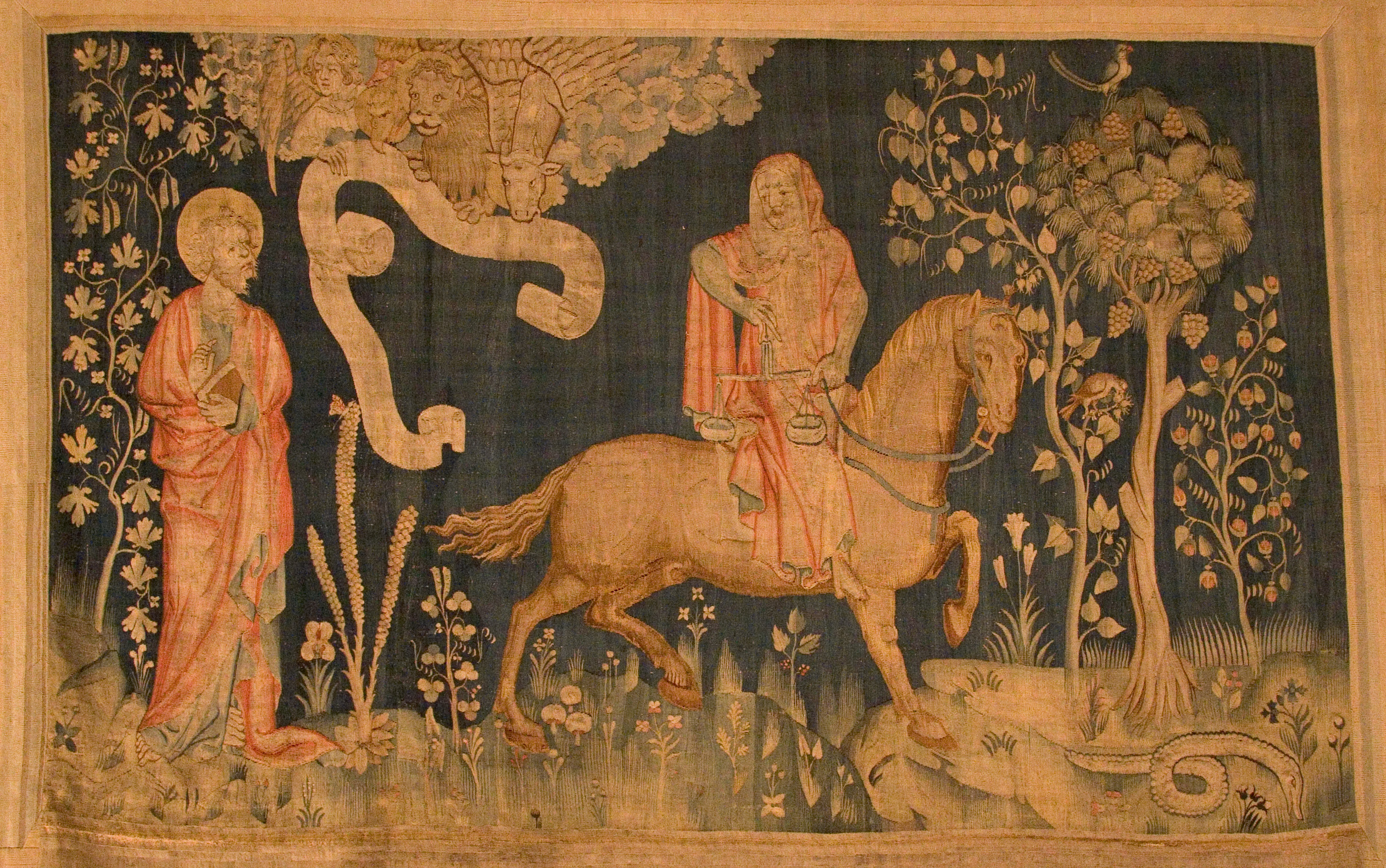
Анжерский апокалипсис (1372—82)

Третий всадник скачет на чёрном коне, и в основном считается, что он олицетворяет голод. Чёрный цвет коня может рассматриваться как цвет смерти. Всадник несёт в руке меру или весы, означая способ деления хлеба во время голода.
По подсчётам А. Бёка, хеник был приблизительно равен объёму в 1,08 литра, а Ш. Ф. Жан и Я. Хофтейзер исходят из того, что хеник равен 1,14 литра. Считалось, что одного хеника пшеницы достаточно в день для скромного пропитания одному человеку. Столько полагалось рабу. Известно, что атлеты в древних Афинах употребляли в день хлеба на два с половиной хеника, а афинским заключённым в Сиракузах полагалось в день по полхеника (и многие узники умирали от голода). В Евангелиях денарий неоднократно упоминается как денежная единица — в 300 денариев оценивается стоимость одного флакона дорогого масла (Мк. 14:5). В другом месте говорится о 200 динариях (Ин. 6:7), которых недостаточно, чтобы накормить 5000 человек хлебом за один раз. В 1 денарий оценивается суточный труд сезонного неквалифицированного рабочего на уборке винограда (Мф. 20:13). Таким образом, вероятно речь идёт о том, что с приближением Апокалипсиса самая необходимая еда сильно вздорожает и зарабатываемой платы за день будет хватать лишь на минимальное пропитание на этот же день и не более того.
Из всех четырёх всадников чёрный — единственный, чьё появление сопровождается произнесённой фразой. Иоанн слышит голос, идущий от одного из четырёх животных, который говорит про цены на ячмень и пшеницу, при этом говоря о неповреждении елея и вина. Подразумевается, что в связи с голодом, несущимся чёрным всадником, цены на зерно резко вырастут, цена же вина и елея не изменится. Это можно объяснить естественно тем, что зерновые хуже переносят засухи, чем оливковые деревья и виноградные кустарники, пускающие глубокие корни. Это высказывание может также означать изобилие предметов роскоши при почти полном исчерпывании товаров первой необходимости, таких как хлеб. С другой же стороны, сохранение вина и елея может символизировать сохранение верующих христиан, использующих вино и елей для причащения.
Чёрный конь может также означать плач об отпавших от веры во Христа по причине тяжести мучений. Весы есть сравнение отпавших от веры или по наклонности и непостоянству ума, или по тщеславию, или же по немощи тела. Мера пшеницы за динарий, быть может, означает чувственный голод. В переносном смысле мера пшеницы, оцениваемая динарием, означает всех законноподвизавшихся и сохранивших данный им образ Божий. Три меры ячменя могут быть теми, кто по недостатку мужества покорились гонителям из-за страха, но потом принесли покаяние.

### Всадник на бледном коне
И когда Он снял четвёртую печать, я слышал голос четвёртого животного, говорящий: иди и смотри. И я взглянул, и вот, конь бледный, и на нём всадник, которому имя «смерть»; и ад следовал за ним; и дана ему власть над четвёртою частью земли — умерщвлять мечом и голодом, и мором и зверями земными.
— Откр. 6:7-8

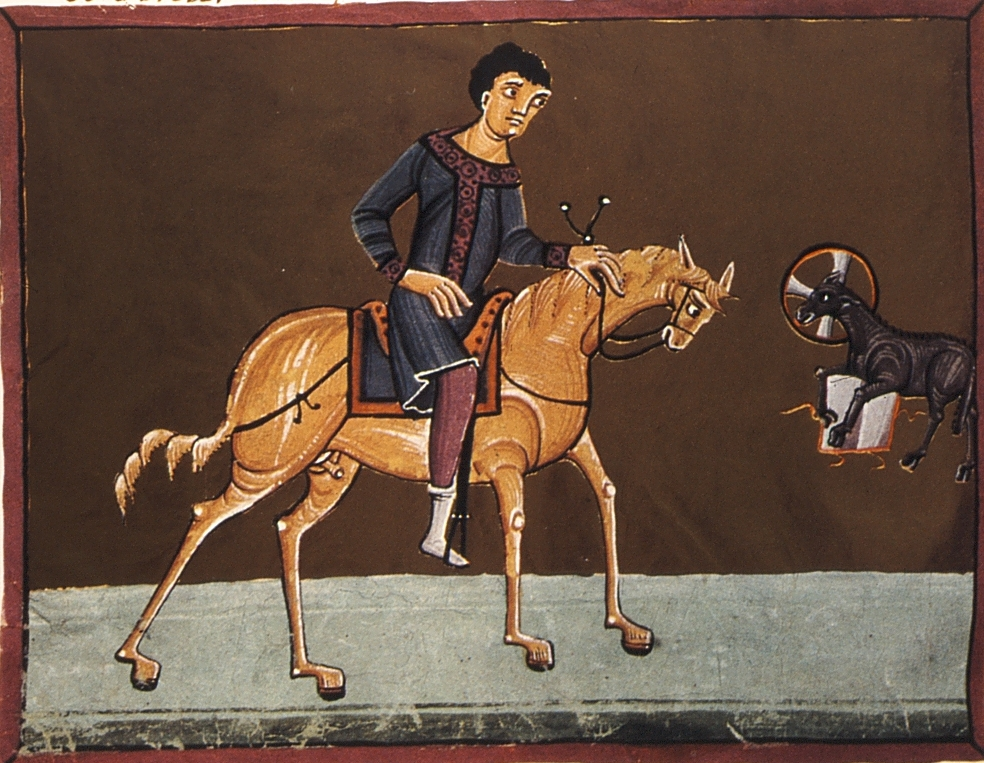
Четвёртый всадник, изображённый в Бамбергском Апокалипсисе (1000—1020)

Четвёртый и последний всадник именуется Смертью. Среди всех всадников, этот — единственный, чьё имя присутствует непосредственно в тексте. Тем не менее, его называют и по-другому: «Чума», «Мор», основываясь на различных переводах Библии (например Иерусалимская библия). Так же, в отличие от остальных всадников, не описывается, несёт ли последний всадник какой-либо предмет в руке. Зато за ним следует ад. Однако, на иллюстрациях его часто изображают несущим в руках косу или меч.
Цвет лошади последнего всадника описан как khlôros (χλωρóς) в Койне, что переводится как «бледный», однако возможны переводы и как «пепельный», «бледно-зелёный» и «изжелта-зелёный». Этот цвет олицетворяет бледность трупа. Под этот цвет могут также подходить и реальные масти, например, мышастая.
В некоторых переводах значится не дана ему власть, а дана им власть, что можно интерпретировать двояко: либо дана им — это Смерти и Аду, или же это может подводить итог под предназначением всех всадников; богословы здесь расходятся во мнениях.

## Трактовки

### Патристика

#### Андрей Кесарийский
Общее видение Андрея Кесарийского даёт следующую трактовку всадникам: снятие первой печати — это посольство в мире св. Апостолов, которые, подобно луку, направивши против демонов Евангельскую проповедь, спасительными стрелами привели ко Христу уязвлённых и получили венец за то, что истиной победили начальника тьмы — вот что символизирует собою «конь бел» и «седяй на нём» с луком в руках.
Снятие второй печати и появление рыжего коня, сидящему на котором «дано бысть взяти мир от земли», обозначает возбуждение неверных против верующих, когда евангельской проповедью нарушился мир во исполнение слов Христовых: «Не мир пришёл Я принести, но меч» (Мф. 10:34), и когда кровью исповедников и мучеников за Христа обильно была полита земля. «Рыжий конь» — есть знак или пролития крови, или же сердечной ревности пострадавших за Христа.
Снятие третьей печати и появление вслед за тем вороного коня со всадником, имевшим «мерило в руке своей», обозначает отпадение от Христа не имеющих твёрдой веры в Него. Чёрный цвет коня символизирует «плач об отпавших от веры во Христа по причине тяжести мучений». «Мера пшеницы за динар» означает законно подвизавшихся и тщательно сохранивших данный им Божественный образ; «три меры ячменя» — это те, которые, подобно скотам, по недостатку мужества, покорились гонителям из боязни, но после покаялись и слезами омыли осквернённый образ; «и елея и вина не вреди» означает, что не следует из-за страха отвергать Христово врачевание, оставлять без него уязвлённых и «впадших» в разбойники, но приносить им «вино утешения» и «елей сострадания».
Снятие четвёртой печати и появление бледного коня со всадником, имя которому смерть, означает проявление гнева Божия в отмщение за грешников — это различные бедствия последних времён, предсказанные Христом Спасителем (Мф. 24:6—7).

### Претеристская точка зрения
Многие современные учёные и богословы рассматривают Откровение Иоанна Богослова с претеристской точки зрения, рассуждая, что его пророчества и видения относятся только к первому веку в христианской истории. Так, в первые века христианства, в первом всаднике, сидящем на белом коне, толкователи признавали парфянского царя Вологеза I, который в 62 году н. э. принудил римскую армию к капитуляции. Второй всадник был связан с британским восстанием 61 года, в котором погибло до 150 000 человек, или с войнами того же времени в Германии, или со смутами в Палестине. Третьему всаднику соответствовал голод 62 года в Армении и в Палестине; четвёртому — эпидемии 61 года в Азии и Ефесе; пятой печати — Нероновы гонения на христиан.
В этих суждениях Завоеватель, всадник на белом коне, иногда рассматривается как символ парфянских войск: Всадник несёт лук, а парфянская империя в те времена как раз славилась своими конными лучниками. Парфянцев же в свою очередь часто ассоциировали с белыми всадниками. Некоторые учёные даже указывают конкретно на Вологеза I, парфянского шаха, который вступал в схватки с Римской империей, и даже выиграл одну значимую битву в 62 н. э.
Исторический контекст мог также повлиять и на образ Голода, чёрного всадника. В 92 н. э. римский император Домициан пытался обуздать чересчур активное распространение виноградника, при этом стимулируя распространение зерновых, на что последовала бурная реакция протеста со стороны населения, в связи с чем он отказался от задуманного. Цель Голода истощить запасы ячменя и пшена, не трогая вино и елей, вполне может быть иллюстрацией вышеописанного события.
Красный всадник, призванный забрать мир с земли, мог олицетворять внутригосударственные раздоры, бушевавшие во времена написания Откровения. Междоусобные конфликты бушевали в Римской империи в I веке н. э. и за небольшое время до него.

### Другие точки зрения в христианстве
В каждом веке христианские богословы видят новые трактовки как всадников, так и Откровения в целом. Те, кто считает, что Откровение описывает современность, трактуют всадников по их цветам, используемым в современной истории. Красный, к примеру, часто приписывают коммунизму, чёрный — символ капитализма, зелёный же относят к появлению ислама. Пастырь Ирвин Бакстер Мл., основатель Пастырства Конца времён, поддерживает такую трактовку.
Некоторые приравнивают четырёх всадников к ангелам четырёх ветров. (См. Михаил, Гавриил, Рафаил, и Уриил, эти архангелы часто ассоциируются с четырьмя сторонами света).

### Мормоны
Согласно теории мормонов (Церковь Иисуса Христа Святых последних дней), каждая из открываемых в Откровении семи печатей символизирует конкретный тысячелетний промежуток времени. Появление первого всадника, Завоевателя, появляющегося после снятия первой печати, ассоциируется с периодом 4000—3000 годов до н. э. Он олицетворяет пророчество Еноха, который, по мнению мормонов, основал праведный город Зион примерно в тот период времени. В этой интерпретации, однако, белый всадник есть добро, а его «завоевание» рассматривается как победа морали, нежели победа в войне. Второй всадник представляет времена самого Ноя (3000—2000 гг. до н. э.); третий всадник — эра Авраама (2000—1000 гг. до н. э.); четвёртый всадник — с 1000 г. до н. э. и до рождения Иисуса Христа. Как и во многих других трактовках, последние три всадника олицетворяют Войну, Голод и Смерть соответственно. Мормоны утверждают, что соответствующие катастрофы как раз бушевали в приписанные всадникам периоды истории.

### Свидетели Иеговы
Согласно свидетелям Иеговы, видение о четырёх апокалиптических всадниках исполняется с 1914 года до уничтожения этой системы вещей. Это согласуется с Откр. 1:1,10, где говорится, что события, описываемые в книге Откровение, происходят во «дне Господа». Первый всадник — Иисус Христос, которому был дан венец, символизирующий, что он начал править на небе как Царь (Дан. 7:13,14). Остальные три всадника символизируют: войны (красный или рыжий); голод (вороной); болезни, эпидемии и другие причины преждевременной смерти (бледный). В подтверждение этому Свидетели Иеговы приводят параллель между видением о четырёх всадниках и признаками присутствия Христа и последних дней, о которых говорится в Евангелии от Луки (Лк. 21) и от Матфея (Мф. 24).

## Другие упоминания в религиозной литературе и мифологии
Захария также видел четырёх коней. Их он называет «четырьмя духами небес, которые когда-то стояли перед самим Владыкой всей земли». Отличия коней Захарии от тех из Откровения в том, что их цвета, похоже, ничего не обозначают и не символизируют; кроме того, кони у Захарии исполняют роль, скорее, часовых, чем сил разрушения и страшного суда.
Кроме того, летающие божественные всадники присутствуют в мифологиях, как Иудейской, так и языческой.
См. также образ мифологических коней в спартанской ритуальной поэзии (у Алкмана)

## Музыка
- Aphrodite's Child — «The Four Horsemen» (1971)
- Metallica — «The Four Horsemen» (1983)
- Rammstein — «Der Meister» (1995)
- Johnny Cash — «The Mаn Comes Around» (2002)
- Kult – Jeźdźcy (1988)
- АлисА — «Всадники» (2003)
- Scooter — «The Leading Horse» (2005)
- Megadeth — «Blessed Are the Dead» (2007)
- Von Thronstahl — «The Four Horsemen of the Apoсalypse» (2007)
- Yngwie Malmsteen — «The Four Horsemen (Of The Apocalypse)» (2008)
- Judas Priest — композиции «The Four Horsemen», «War», «Pestilence and Plague», «Death» из альбома «Nostradamus» (2008)
- Rotting Christ — «The Four Horsemen» (2016)
- Chelsea Grin — Four Horsemen
- ПШО ПроРок — Всадники Апокалипсиса
- Мартиэль — «Бешеная квадрига»
- Тони Раут — «Б. В. Г.С», альбом «SUSPENSE» (2016)
- Manowar — «Revelation (Death’s Angel)» (1983)
- Gorillaz — «Rhinestone Eyes», альбом «Plastic Beach» (2010)
- Face — «Четвёртый всадник», альбом «Пути Неисповедимы»
- The Clash — Four Horsemen
- 1349 — Riders of Apocalypse
- Heaven — «Antichrist 666», «War», «Hunger», «Death», все из альбома «Глава Шестая (Откровение)» (2012)
- Алиса — «Всадники» (2005)
- W.A.S.P. — альбом Babylon (2009)
- Брюс Дикинсон — «Darkside of Aquarius» из альбома «Accident of Birth» (1997)